# Thomas Bohrer
Thomas Bohrer   (West Islip, 6 d'agost de 1963) és un remer estatunidenc, ja retirat, que va competir durant les dècades de 1980 i 1990.
El 1988 va prendre part en els Jocs Olímpics d'Estiu de Seül, on guanyà la medalla de plata en la prova del quatre sense timoner del programa de rem. Quatre anys més tard, als Jocs de Barcelona, revalidà la medalla de plata en la mateixa prova.
En el seu palmarès també destaquen tres medalles al Campionat del món de rem, dues de plata i una de bronze, entre les edicions de 1989 i 1993.
El 1986 es va graduar a l'Institut de Tecnologia de Florida i des del 2008 és entrenador en cap de la tripulació masculina de la Universitat de Boston.